# Mogurnda variegata
Mogurnda variegata är en fiskart som beskrevs av Nichols, 1951. Mogurnda variegata ingår i släktet Mogurnda och familjen Eleotridae. IUCN kategoriserar arten globalt som akut hotad. Inga underarter finns listade i Catalogue of Life.